# Ferdinando, o Touro
Ferdinando, o touro (The Story of Ferdinand no original)  (1936) é a obra mais conhecida do  autor americano Munro Leaf, cujas ilustrações, na época de seu lançamento, foram feitas pelo ilustrador americano Robert Lawson. 

## Sinopse
O livro infantil conta a história do touro Ferdinando, que prefere cheirar as flores ao invés de lutar em touradas. Convocado para atuar nas touradas, Ferdinando evita as provocações tanto do toureiro quanto da plateia, pois, para ele, era mais divertido a vida no campo e viver em paz com a natureza. 
O livro foi lançado nove meses antes da eclosão da Guerra Civil Espanhola. Mesmo assim, naquele período, adeptos do ditador Francisco Franco o classificaram como  um livro pacifista, sendo proibido em muitos países que adotaram modelos fascistas de governo. Por outro lado, devido a proibição por esses regimes, o pequeno romance foi promovido a condição de livro de ideologia esquerdista. Na verdade, a mensagem de Ferdinando, o touro, é clara nos dias de hoje: não ataca nem ideologias de direita ou agencia as de esquerda. Antes de tudo, é um livro infantil que promove ideais pacifistas.  
Leaf o teria escrito em uma única tarde, em 1935, sob encomenda do ilustrador Robert Lawson.
Em 1938, a Walt Disney Company adaptou o romance com sucesso para o curta-metragem Ferdinand the Bull, que lhe rendeu o Oscar na categoria. A Blue Sky Studios lançou um longa animado baseado no livro em 2017, Ferdinand.